# Archibald Menzies

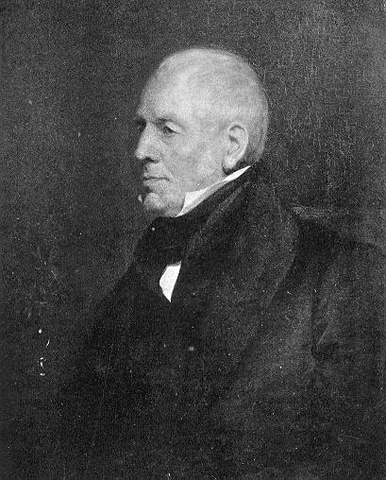
Archibald Menzies

Archibald Menzies (* 15. März 1754 in Styx, Schottland; † 15. Februar 1842 in Kensington) war ein britischer Mediziner und Biologe. Sein offizielles botanisches Autorenkürzel lautet „Menzies“.   

## Leben und Wirken
Menzies war zunächst Gärtner am Botanischen Garten von Edinburgh. Nach seinem Medizinstudium wurde er als Chirurg in der Royal Navy angestellt. Den Großteil seines Navy-Dienstes absolvierte er in West-Indien. Dort beteiligte er sich 1782 an der Seeschlacht von Les Saintes. Als Mediziner und Biologe unternahm er danach mehrere Expeditionsfahrten. 
Im Jahr 1786 wurde Archibald Menzies zum Chirurgen an Bord der Prince of Wales (unter Kapitän James Colnett) ernannt, die sich mit dem Begleitschiff Princess Royal (unter Kapitän Charles Duncan) auf einer Pelzhandelsreise im nördlichen Pazifik befand. Der Pazifik wurde dabei mit einer Fahrt um Kap Hoorn herum erreicht. Nachdem sie den Winter von 1787 auf 1788 auf Hawaii verbracht hatten, kehrten die Expeditionsschiffe in den pazifischen Nordwesten zurück, um weitere Pelze zu erwerben. Menzies sammelte auf dieser Reise eine Reihe neuer Pflanzen und sorgte auch dafür, dass keiner der Besatzungsmitglieder an einer Krankheit starb. Gemeinsam segelten die beiden Kapitäne Colnett und Duncan danach nach Kanton in China, wo sie Ende November 1788 ankamen. Dort verkauften sie die Ladung der Seeotterfelle. An Bord der Prince of Wales, die von China um das Kap der Guten Hoffnung den Atlantik erreichte, kehrte Archibald Menzies 1789 nach Großbritannien zurück und hatte damit auf dieser Expeditionsreise die Welt einmal vollständig umrundet.  
Auf seiner zweiten großen Reise von 1791 bis 1795 beteiligte er sich an George Vancouvers Fahrt an Bord der HMS Discovery in den Pazifik, welche auf der Hinreise um das Kap der Guten Hoffnung und durch den Indischen Ozean führte. Dabei entdeckte Menzies viele in Europa noch unbekannte Pflanzen, darunter die Chilenische Araukarie und die Westaustralische Kannenpflanze (besser bekannt als Zwergkrug). Aber auch seine Fähigkeiten als Arzt verliehen ihm Ruhm, da ihm nachgesagt wird, dass keiner der Expeditionsteilnehmer an einer Krankheit gestorben sei. Diese zweite Reise wurde nicht als Weltumrundung beendet, weil die HMS Discovery vom Pazifik auf der Rückreise wieder um das Kap der Guten Hoffnung fuhr und somit nach Großbritannien zurückkehrte. 
Nach seiner Militärlaufbahn eröffnete er eine Arztpraxis im Londoner Stadtteil Notting Hill.

## Ehrungen
Nach Menzies sind eine Pflanzengattung Menziesia Sm. aus der Familie der Heidekrautgewächse (Ericaceae) sowie der Amerikanische Erdbeerbaum (Arbutus menziesii) und die Douglasie (Pseudotsuga menziesii) benannt.

## Werke
- Hawaii Nei 128 years ago. 1920 (postum erschienen).